# Sigmatismus
Sigmatismus, hovorově také známý jako šišlavost, se spolu s rotacismem a rotacismem bohemicem řadí pod narušenou komunikační schopnost nazvanou dyslalie. Jedná se o nejčastější poruchu výslovnosti, se kterou se lze v logopedii setkat.
Dyslalie je porucha artikulace, kdy je narušena výslovnost jedné hlásky nebo skupiny hlásek rodného jazyka, přičemž ostatní hlásky jsou vyslovovány správně podle příslušných jazykových norem. Dyslalie může mít tři formy: fyziologickou, prodlouženou fyziologickou a pravou formu. Nejvíce je u této narušené komunikační schopnosti zasažena foneticko-fonologická jazyková rovina, která se vyznačuje správnou artikulací jednotlivých hlásek, jejich spojováním a užíváním ve slovech a větách.

## Pojem sigmatismus
Sigmatismus je konkrétní formou dyslalie, která se projevuje nesprávným tvořením sykavek. Sykavky mohou být tupé nebo ostré. Mezi ostré sykavky patří hlásky C, S, Z a mezi tupé sykavky se řadí Č, Š, Ž. Pojem sigmatismus tedy na rozdíl od rotacismu označuje všech šest hlásek, ne pouze jednu hlásku. S pojmem sigmatismus se také pojí pojem parasigmatismus, který značí nesprávnou výslovnost sykavky způsobenou nahrazením jiné hlásky.

## Klasifikace sigmatismu
Sigmatismus je klasifikován podle nesprávného způsobu tvoření sykavek. Dělí se na:
- Sigmatismus interdentální (mezizubní) – hrot jazyka je mezi zuby a výdechový proud neprochází středem jazyka.
- Sigmatismus addentální (přízubní) – hrot jazyka je za zadní stěnou horních řezáků, překáží výdechovému proudu.
- Sigmatismus bilabiální (obouretný) – výdechový proud prochází mezi rty vysunutými vpřed, které kmitají.
- Sigmatismus labiodentální (retozubní) – výdechovému proudu překáží spodní ret, který se dotýká horních řezáků.
- Sigmatismus laterální (boční) – výdechový proud uniká po jedné nebo po obou stranách jazyka.
- Sigmatismus nazální (nosní) – výdechový proud vychází nosní dutinou.
- Sigmatismus laryngální (hrtanový) – sykavky jsou nahrazeny ostrým zvukem z hrtanu.
- Sigmatismus stridens (sykavý) – žlábek v podélné ose jazyka je příliš úzký a hluboký.
- Sigmatismus mixta (smíšený) – sykavky zní nevyhraněně.

## Diagnostika sigmatismu
Diagnostika sigmatismu se obecně týká diagnostiky dyslalie. Jako u diagnostiky veškeré narušené komunikační schopnosti, i u dyslalie je vhodné postupovat podle tzv. diagnostických zásad.
Nejprve je nutné seznámit se s vyšetřovaným jedincem, navázat s ním kontakt a vzbudit u něj důvěryhodnost. Následně se shromažďují anamnestické údaje, tj. jak údaje z osobní, tak také z rodinné oblasti. Následuje vyšetření sluchu, které je pouze orientační. Přesné vyšetření je v kompetenci audiologů, foniatrů a lékařů z ORL. Vyšetřuje se porozumění řeči a také schopnost řečové produkce ve všech čtyřech jazykových rovinách: v rovině foneticko-fonologické, lexikálně-sémantické, morfologicko-syntaktické a pragmatické. Součástí by mělo být vyšetření motoriky – jak hrubé a jemné, tak také oromotoriky a grafomotoriky. Následuje vyšetření laterality a prozkoumání sociálního prostředí. Na diagnostiku navazují i další vyšetření, mezi které se řadí vyšetření zraku, psaní a čtení, rozumových schopností, sociability a hodnocení pozornosti.
Všechna vyšetření jsou v logopedii prováděna pouze orientačně. Následně se zpracují výsledky do diagnózy a určí se forma a druh narušené komunikační schopnosti. Konkrétně u dyslalie je nejvhodnější začít po seznámení řízeným rozhovorem a popisem situačních obrázků, v případě dospělých četbou časopisů nebo knih, aby měl logoped dostatek času pozorovat, které hlásky daný jedinec tvoří špatně a na jakém základě je tvoří.

## Terapie sigmatismu
Terapie sigmatismu obnáší stejné postupy jako celková terapie dyslalie. Je důležité dodržovat zásady, které slouží pro správnou terapii a upevnění naučené dovednosti. Jedná se o zásady:
- krátkodobého cvičení,
- využití sluchové kontroly,
- používání pomocných hlásek,
- minimální akce.

Při terapii sigmatismu na sebe navazují 4 etapy. Etapa přípravného cvičení zahrnuje procvičování správného výdechového proudu, oromotoriky a fonematického sluchu. Další je etapa vyvozování hlásky, která zahrnuje vyvozování hlásky ze zvuků pomocí her, pomocí pomocné hlásky nebo pomocí logopedických sond. Fixace hlásky může probíhat opět formou hry nebo opakováním básniček, říkanek a rozpočitadel s danou hláskou. Poslední etapou je automatizace, která může trvat i několik měsíců. Výsledkem je pak automatické užívání správně vyvozené hlásky v běžné komunikaci.